# Wittenburg
Wittenburg är en stad i det nordtyska förbundslandet Mecklenburg-Vorpommern. Staden ligger i distriktet Ludwigslust-Parchim och ingår i kommunalförbundet Amt Wittenburg tillsammans med kommunen Wittendörp.

## Historia
Under 1100-talet fanns en slavisk borg på stadens nuvarande stället. Borgen blev tysk 1154 och omnämns första gången år 1226 (Wittenburgh). Fram till 1201 tillhörde orten grevskapet Ratzeburg, men därefter tillföll orten furstendömet Schwerin och blev en del av hertigdömet Mecklenburg-Schwerin  år 1358.

### Befolkningsutveckling
Befolkningsutveckling  i Wittenburg
Källa:,

## Sevärdheter
- St. Bartholomäuskyrkan från 1200-talet, uppförd i tegel
- Rådhuset från 1850-talet, ritat av arkitekten Georg Adolf Demmler